# منتخب روسيا لكرة اليد للناشئين
منتخب روسيا لكرة اليد للناشئين هو ممثل روسيا الرسمي في المنافسات الدولية في كرة اليد للناشئين
.